# Jaroslav Krček
Jaroslav Krček (* 22. dubna 1939 Čtyři Dvory) je český hudebník, dirigent, sbormistr a hudební skladatel.

## Profesionální dráha
Hudbě se věnoval od svých 14 let, kdy se naučil hrát na harmoniku a se svým bratrem Vladimírem začal docházet do mládežnického souboru Elán. Ve čtrnácti letech také napsal svou první skladbu „Tango pro Věru“. Studoval nejprve Pedagogické oddělení Hudební školy B. Jeremiáše v Českých Budějovicích, v letech 1959-62 pak ještě pražskou konzervatoř (žákem Miloslava Kabeláče v kompozici a Bohumíra Lišky v dirigování). Šest let byl sbormistrem plzeňského smíšeného sboru Česká píseň, současně byl zaměstnán jako hudební režisér v Československém rozhlasu v Plzni. Spolupracoval s plzeňským folklorním souborem Úsměv.
V letech 1967-1972 působil jakou hudební režisér ve vydavatelství Supraphon v Praze. Zde spolupracoval se špičkovými soubory a s dirigenty Václavem Neumannem, Jiřím Bělohlávkem, Milanem Munclingrem aj. S Českou filharmonií a Václavem Smetáčkem nahrál jako režisér Smetanovu Mou vlast, tehdy první digitální hudební nahrávku v Československu, tato deska pak získala mezinárodní ocenění, japonskou cenu „Columbia Golden CD Prize“ (1984).
Společně s folkloristou Františkem Bonušem založil na podzim roku 1959 Malou muziku Souboru písní a tanců Josefa Vycpálka. Roku 1967 pak založil taneční soubor Chorea Bohemica a Malá muzika byla až do roku 1982 hudební složkou tohoto souboru. Roku 1975 založil ještě soubor Musica Bohemica, a s ním velmi rychle dosáhl mimořádných koncertních úspěchů na domácí scéně i v zahraničí. Zájem o folklór jihočeský a západočeský a o anonymní hudební projevy české kultury přerostl ve specializaci na folkloristickou problematiku v nejširších souvislostech: vyhledává nejstarší památky lidové hudby, uvádí je znovu do současného hudebního života a je také autorem překrásných úprav lidových písní a tanců. Jeho úpravy a adaptace lidových předloh mají zcela osobitý styl a výrazně se odlišují od prostých úprav vysokým stupněm stylizace. Tyto Krčkovy skladby tvoří kompletní koncertní repertoár souboru Musica Bohemica, pro nějž napsal desítky skladeb inspirovaných původním historickým materiálem. Mimo to se ale průběžně věnuje také kompozici v oboru soudobé vážné hudby.
Jaroslav Krček je autorem rozsáhlých skladeb symfonických, komorních i vokálních. Roku 2005 byla v Praze provedena jeho Symfonie č. 4 „Desiderata“, v únoru 2010 byla Symfonickým orchestrem hl. m. Prahy FOK uvedena premiéra další skladatelovy Symfonie č. 5 „Renesanční“. Oratorium „Ten, který jest“ zaznělo v provedení Plzeňské filharmonie a hostů a Pražského filharmonického sboru dne 6. března 2011 v pražském Obecním domě. Koncert se konal v rámci celosvětových oslav 150. výročí narození rakouského filosofa, duchovního badatele a anthroposofa Rudolfa Steinera.
Jako uznávaný autor, dirigent, interpret i hudební organizátor Jaroslav Krček spolupracuje s předními pražskými orchestry, komorními soubory, scénami i s několika nahrávacími společnostmi.

## Rodinný život
Rodina, v níž Jaroslav Krček vyrůstal, byla početná. Otec Josef Krček byl tovární dělník, matka Růžena Krčková, (roz. Dvořáková) byla vyučená švadlena v domácnosti. Jaroslav Krček má dva bratry, staršího Vladimíra (nar. 1936) a mladšího Josefa (nar. 1946), ten je rovněž hudebním skladatelem a hráčem na klarinet. V době dětství Jaroslava Krčka žil v rodině ještě jeho dědeček Dvořák, bývalý sedlák, ruský legionář.
Jaroslav Krček se oženil roku 1968 s Marií Spurnou, manželství však nevydrželo a po rozvodu 1972 žil sám. Podruhé se oženil roku 1976 s Gabrielou Kolářovou, hobojistkou a učitelkou hudby.
Z obou manželství má Jaroslav Krček celkem tři děti: Jaroslavu, Magdalenu a Jana.

## Výběr z díla
- Symfonie č. 1 – op. 40 (1974),

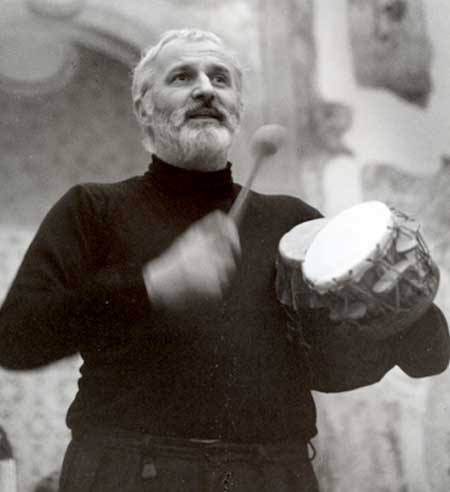
Jaroslav Krček, foto z konce 70. let 20. století

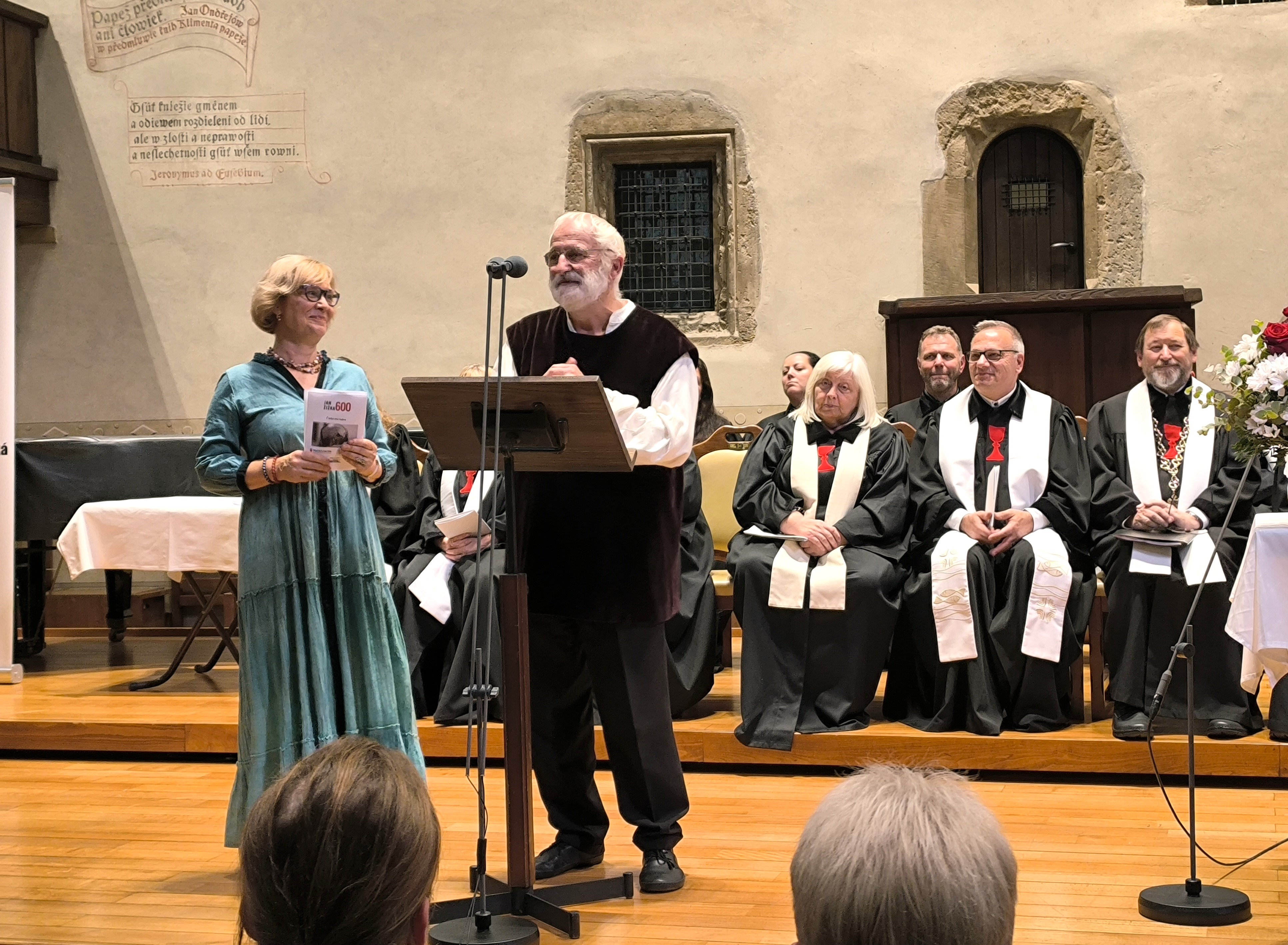
Jaroslav Krček představuje premiéru své kantáty "Běda mně, budu-li mlčeti", v Betlémské kapli 11. 10. 2024

- Symfonie č. 2 – op. 76 (1983) na latinské humanistické texty,
- Symfonie č. 3 „Jan Ámos“ – op. 95 (1990),
- Symfonie č. 4 „Desiderata“ – op. 123 (2000),
- Symfonie č. 5 „Renesanční“ – op. 133 (2007),
- Symfonie č. 6 „Semplice“ – op. 140 (2011).
- Vánoční mše – op. 93 (1990),
- Česká mše – op. 97 (1991),
- Mše č. 3 „Vánoční“ – op. 100 (1993),
- Mše č. 4 „Lomnická“ – op. 105 (1996),
- Mše č. 5 „Legenda vánoční“ – op. 112 (1997),
- Mše č. 6 „Lidová mše vánoční“ – op. 124 (2001),
- Mše č. 7 „Zpěvy vánoční“ – op. 135 (2008).
- Koncert pro housle a orchestr – op. 67 (1979),
- Koncert pro hoboj, harfu a komorní orchestr – op. 72 (1980),
- Maiestas Carolina. – op. 59 (1977) Cyklus písní na texty J. Pecky,
- Nevěstka Raab. – op. 36 (1971) Elektronická opera na libreto Zd. Barborky,
- Romance o Ječmínkovi. – op. 127 (2004) Balet,
- Loď bláznů. Baletní suita – op. 78 (1983),
- Hořické pašije (Mysterium Horicense). Vokálně-instrumentální cyklus – op. 101 (1993),
- Z kamení chléb. Oratorium – op. 125 (2003),
- Ve stínu kříže. Komorní opera. Libreto Josef Novotný – op. 129 (2005),
- Český rok v lidových písních. Scénická kantáta. – op. 66 (1979),
- Ten, který jest – op. 137 (2009), celovečerní oratorium, inspirováno kristologií Rudolfa Steinera s použitím citací z Bible, z díla J. A. Komenského a z textů, které vnitřním hlasem přijala J. Lejnarová.
- Aramejský Otčenáš – op. 156 (2016), inspirovaný novým významovým překladem Jana Konfršta.
- Krédo Mistra Jana (2015), celovečerní kantáta k 600. výročí upálení Mistra Jana Husa.
- Kantáta „Běda mně, budu-li mlčeti“ (2024)

### Práce pro rozhlas
V Českém rozhlase (v Praze, Plzni a Brně) má Jaroslav Krček asi 350 nahrávek úprav českých a moravských lidových písní a tanců. Napsal také hudbu k rozhlasovým hrám:
- Mastičkář (středověká hra)
- Ivan Škapa: Hastrmanská komedie
- František Nepil: Noc a skála
- Komedie o Františce
- Zikmund Winter: Tajemství panny Evky
- Věra Provazníková: Košile štěstí, hudba: Jaroslav Krček, dramaturgie: Václava Ledvinková, režie: Karel Weinlich, hrají: uhlíř (Karel Vlček), blázen (Jan Kanyza), kořenářka (Věra Laňková), královna (Gabriela Vránová), chalupník (Antonín Hardt), pasáček Jíra (Oldřich Vlach), velký mág (Miloš Nedbal), král (Jiří Klem).[1]

Je autorem hudby k rozhlasovým pohádkám v režii Karla Weinlicha:
- Jabloňová panna
- Potrestaná pýcha
- Sygsegyr
- Bílá panenka
- O Jánošíkovi
- Zlatovláska

### Filmová hudba
- Vánice (1962, režie Čeněk Duba)
- Škaredá dědina (1975, režie Karel Kachyňa)
- Poslední propadne peklu (1982, režie Vladimír Ráža)
- Plaché příběhy (1982, režie Dobroslav Zborník, Tomáš Tintěra)
- Všichni mají talent (1984, režie Zdeněk Flidr)
- Moře začíná za vsí (1987, režie Zdeněk Flidr)
- Tichý společník (1988, režie Zdeněk Flidr)

### Hudba k Večerníčkům
- Kašpárek, Honza a drak
- Kašpárek, Honza a ti druzí
- Vlaštovičky
- Příběhy čokoládového panáčka
- Francouzské pohádky
- Cesty formana Šejtročka

### Publikační činnost
Jaroslav Krček sestavil několik sbírek lidových písní (např. z Podkrkonoší) a několik zpěvníků, zejména:
- ČESKÝ ZPĚVNÍK, 240 lidových a anonymních písní. Hudební zpracování Jaroslav Krček, literární zpracování Jindřich Pecka, 330 stran
- VÁNOČNÍ PÍSNĚ Z BAROKNÍCH KACIONÁLŮ / CHRISTMAS SONGS FROM BAROQUE HYMN-BOOK, 30 vánočních písní – noty v úpravě pro zpěv a nástrojový doprovod s možnostmi různého obsazení, 47 stran
- ZPÍVÁME KOLEDY / SINGING CHRISTMAS SOGNS, Malý zpěvník obsahující melodie a texty šesti nejznámějších českých koled – ilustrovaný zpěvníček obsahuje malý rozkládací „betlémek”.

## Diskografie (výběr)

### Vážná hudba Jaroslava Krčka na CD nahrávkách
- Jaroslav Krček, ČESKÝ ROK / A Year In Bohemia, [1995] vydavatel Musica Bohemica, občanské sdružení
- Jaroslav Krček, JAN AMOS – SYMFONIE č. 3 / JAN AMOS – SYMPHONY NO. 3, [1996] Supraphon
- Jaroslav Krček, HOŘICKÉ PAŠIJE – ČESKÁ MŠE č. 2 / MYSTERIUM HOERICENSE – MISSA NO. 2, [2007] vydavatel Musica Bohemica, občanské sdružení
- Jaroslav Krček, ROZMLUVY S ČASEM / TALKS WITH TIME, [2008] vydavatel Musica Bohemica, občanské sdružení
- Jaroslav Krček, LIDOVÁ VÁNOČNÍ MŠE č.6, [2008] vydavatel Musica Bohemica, občanské sdružení

### Folklór, úpravy a stylizace lidových písní
- NEJSTARŠÍ SBÍRKY ČESKÝCH LIDOVÝCH PÍSNÍ / The oldest collections of Czech folk songs, Arr. Jaroslav a Josef Krčkovi [1989] Supraphon
- „HAJEJ, NYNEJ“ – České a moravské ukolébavky / Lullabies from Bohemia and Moravia, Arr.: Jaroslav Krček [1992] Suraphon
- MUSICA BOHEMICA – LIDOVÉ PÍSNĚ / Folk songs, Arr. Jaroslav a Josef Krčkovi [1993] Primus
- MUSICA BOHEMICA – PÍSNĚ A TANCE Z DOBY TŘICETILETÉ VÁLKY / Lieder From The Baroque Era In Bohemia, Arr. Jaroslav Krček [1994] Koch Schwann, Německo
- KAREL JAROMÍR ERBEN – PROSTONÁRODNÍ PÍSNĚ A ŘÍKADLA, Arr. Jaroslav a Josef Krčkovi [1995] Panton
- TANCE ZE 17. A 18. STOLETÍ / The dances from 17. and 18. century, Arr. Jaroslav a Josef Krčkovi [1995] Panton
- „AŤ PÍSEŇ NEUSTÁVÁ“ – ČESKÉ LIDOVÉ PÍSNĚ PĚTI STOLETÍ / Czech folk and anonymous songs of the five centuries, Arr. Jaroslav a Josef Krčkovi [1999] vydavatel Musica Bohemica, občanské sdružení
- NEJZNÁMĚJŠÍ LIDOVÉ PÍSNIČKY / BEST KNOWN CZECH FOLK, [2008] vydavatel Musica Bohemica, občanské sdružení

### Lidové písně vánoční (koledy)
- VÁNOČNÍ ZPĚVY Z DOBY HUSITSKÉ / Christmas Carols From The Jistebnice Hymnal, Arr. Jaroslav Krček [1982] Supraphon
- ČESKÉ ZPĚVY VÁNOČNÍ / Bohemian Christmas songs, Arr. Jaroslav a Josef Krček [1984] Supraphon
- CAROLLING, Gabriela Beňačková; vydavatel Musica Bohemica, občanské sdružení a Bambini di Praga, Arr. Jaroslav Krček [1991] Supraphon
- ČESKÉ VÁNOCE / Czech Christmas, Arr. Jaroslav a Josef Krček [1991] Proxima
- VÁNOCE S MUSICOU BOHEMICOU, Christmas with Musica Bohemica, Arr. Jaroslav a Josef Krček [1997] Gramofonové závody
- Benjamin Britten: A CEREMONY OF CAROLS a koledy staré Evropy, Arr. Jaroslav a Josef Krčkovi, Spoluúčinkuje chlapecký sbor BONI PUERI, vydavatel Arco Diva
- TICHÁ NOC – Stille Nacht Heilige Nacht, Arr. Jaroslav a Josef Krček [2001] vydavatel Musica Bohemica, občanské sdružení
- HLEĎ, MALÉ JEZULÁTKO, Vánoční koncert z kostela sv. Šimona a Judy – Live, Arr. Jaroslav a Josef Krčkovi [2004] vydavatel Musica Bohemica, občanské sdružení